# Sun Fo
Sun Fo nebo Sun Kche (zjednodušené znaky: 孫科, pchin-jin: Sūn Kē, kantonský přepis: Sun Fo; Čung-šan, 21. října 1891 – Tchaj-pej, 13. září 1973) byl vysoce postaveným úředníkem ve vládě Čínské republiky, kde zastával několik důležitých funkcí.

## Životopis
Byl jediným synem Sunjatsena, zakladatele Čínské republiky, a jeho první manželky Lu Mu-čen. Sun se narodil v okrese Siang-šan v dnešní prefektuře Čung-šan v čínském Kantonu. Na studia odcestoval roku 1895 na Havaj, kde žil s babičkou. V roce 1911 zde promoval na Saint Louis College (nyní Saint Louis School, K-12, Honolulu na Havaji). V roce 1916 získal bakalářský titul z umění na University of California v Berkeley a posléze v roce 1917 magisterský titul na Columbia University. Na kolumbijské univerzitě rovněž obdržel čestný titul doktora práv. Poté se oženil s Kwai Jun-chun. Měl dva syny (Sun Tse-ping a Sun Tse-kiong) a dvě dcery (Sun Sui-ying a Sun Sui-hwa).
Po návratu do Číny byl Sun jmenován starostou Kantonu. V té době zde sídlila vláda Kuomintangu (KMT) v čele s jeho otcem. Svou pozici zastával mezi lety 1920 až 1922 a znovu pak od roku 1923 až do roku 1925 (v letech 1922 až 1923 byl Sunjatsen vyhoštěn Čchen Ťiung-mingem. Do Výkonného výboru v KMT vstoupil v roce 1926. Členem zůstal až do roku 1950 a zastupoval KMT v mírových dohodách s čínskou komunistickou stranou. Ve vládě Čínské republiky zastupoval funkce ministra komunikací (1926–1927), ministra financí (1927–1928) a ministra železnic (1928–1931).
V roce 1928 se stal prezidentem národní univerzity Chiao Tun v Šanghaji a provedl mnoho administrativních a vzdělávacích reforem, včetně zavedení oddělení morálního vzdělávání. Vytvořil Science College, která zahrnovala tři oddělení (matematiku, fyziku a chemii).
V letech 1931 až 1932 zastával funkci předsedy vlády Čínské republiky a mezi roky 1932 až 1948 funkci předsedy Legislativního dvora. Na této pozici se rovněž podílel na vypracování ústavy z roku 1947. Následujícího roku 1948 působil jako člen vládní komise, která měla být zrušena na základě ústavních změn, poté co se Sun stal viceprezidentem Výkonného dvora.
V době bojů proti japonské invazi usiloval o podepsání dohody mezi KMT a Komunistickou stranou Číny (KS Číny). V roce 1949 však proběhla občanská válka, která skončila vítězstvím komunistů. Poté Sun odešel roku 1951 do exilu v Hongkongu. Následně se v letech 1951 až 1952 přesunul do Evropy, a nakonec mezi lety 1952 až 1965 odcestoval do Spojených států. Z USA nakonec odešel, aby se stal poradcem prezidenta Čankajška, který v té době již sídlil v Tchaj-peji na Tchaj-wanu, a předsedou Zkušebního dvora. Tento úřad zastával až do své smrti (1973). Kromě toho byl na Tchaj-wanu rovněž předsedou správní rady Soochow University (1966–1973).